# Funkiella tenella
Funkiella tenella là một loài thực vật có hoa trong họ Lan. Loài này được (L.O.Williams) Szlach. mô tả khoa học đầu tiên năm 1994.